# Tanygnathus everetti
Tanygnathus everetti (папуга-червонодзьоб філіппінський) — вид папугоподібних птахів родини Psittaculidae. Ендемік Філіппін. Раніше вважався конспецифічним з суматранським папугою-червонодзьобом, однак за результатами молекулярно-філогенетичного дослідження був визнаний окремим видом.

## Підвиди
Виділяють чотири підвиди:

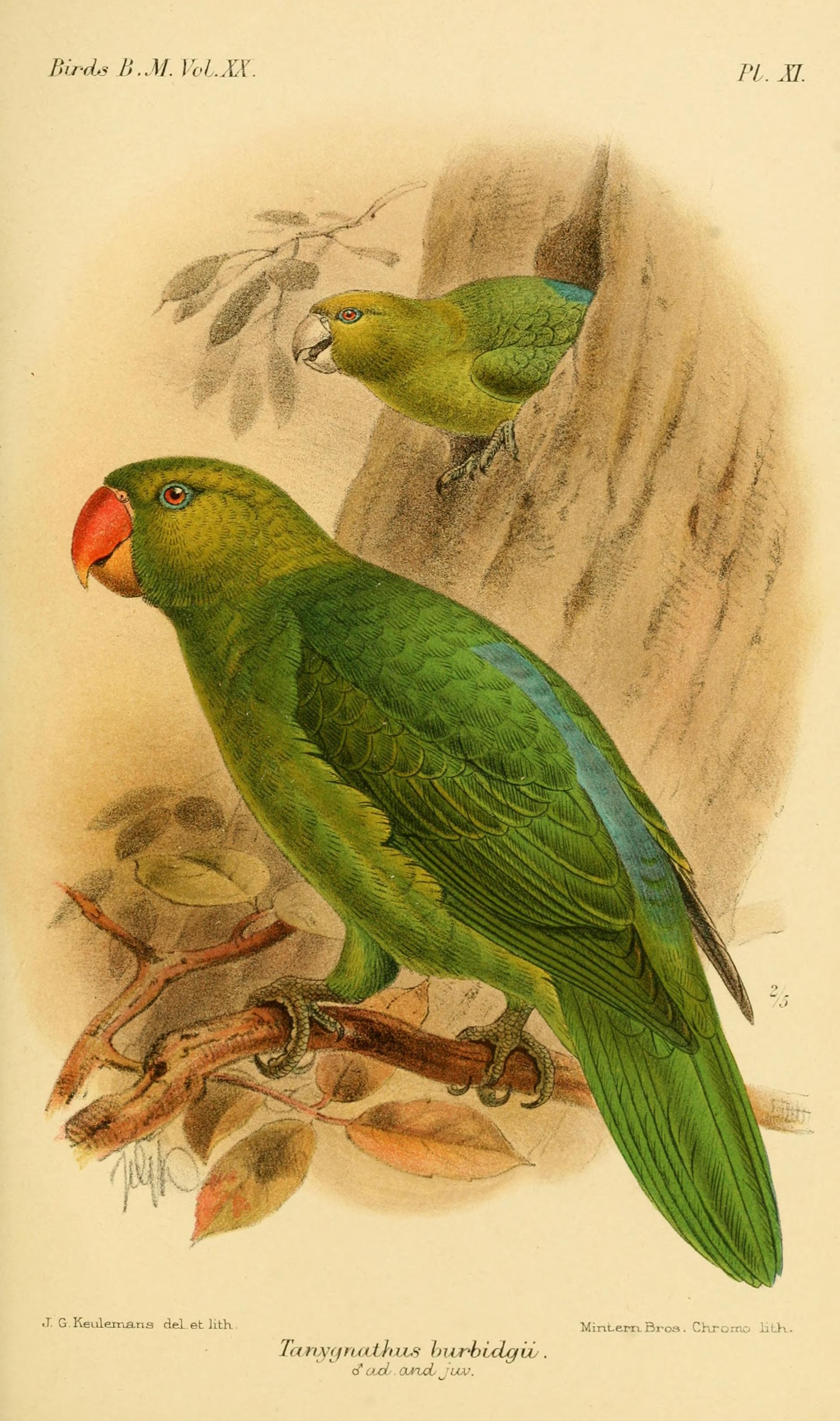
Філіппінські папуги-червонодзьоби (підвид T. e. burbidgii)

- T. e. duponti Parkes, 1971 — Лусон;
- T. e. freeri McGregor, 1910 — Полілло;
- T. e. everetti Tweeddale, 1877 — Мінданао і Вісаї;
- T. e. burbidgii Sharpe, 1879 — архіпелаг Сулу.

## Поширення і екологія
Філіппінські папуги-червонодзьоби живуть у вологих тропічних лісах Філіппін, в мангрових лісах, на болотах та у вторинних заростях, на висоті до 500 м над рівнем моря. Живляться горіхами, плодами і насінням. 

## Збереження
МСОП класифікує цей вид як такий, що перебуває під загрозою зникнення. За оцінками дослідників, популяція філіппінських папуг-червонодзьобів становить від 375 до 1500 птахів. Це дуже рідкісний вид птахів, якому загрожує знищення природного середовища і вилов з метою продажу на пташиних ринках.